# Комаровка (Свердловская область)
Комаровка — деревня в Ачитском городском округе Свердловской области. Управляется Каргинским сельским советом.

## География
Деревня располагается на берегу реки Уфа в 29 километрах на юго-восток от посёлка городского типа Ачит.

### Часовой пояс
Комаровка, как и вся Свердловская область, находится в часовой зоне МСК+2. Смещение применяемого времени относительно UTC составляет +5:00.

## Население
| 2002 | 2010 |
| ---- | ---- |
| 0    | →0   |